# Filmografia di Johnny Depp

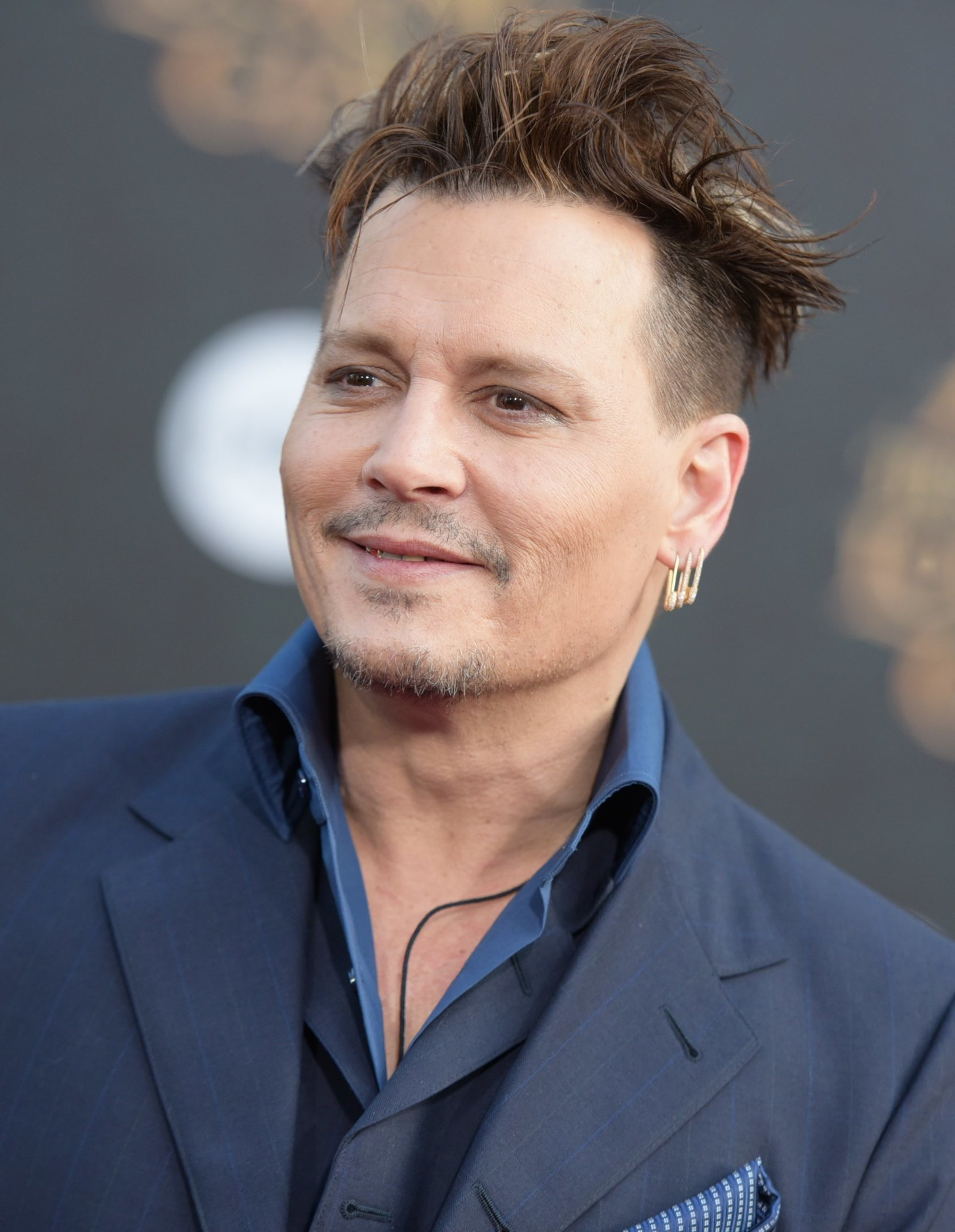
Johnny Depp nel 2016

Questa voce raccoglie la filmografia di Johnny Depp, attore, regista, produttore cinematografico e musicista statunitense.

## Filmografia

### Attore

#### Cinema
- Nightmare - Dal profondo della notte (A Nightmare on Elm Street), regia di Wes Craven (1984)
- Posizioni promettenti (Private Resort), regia di George Bowers (1985)
- Platoon, regia di Oliver Stone (1986)
- Cry Baby (Cry-Baby), regia di John Waters (1990)
- Edward mani di forbice (Edward Scissorhands), regia di Tim Burton (1990)
- Nightmare 6 - La fine (Freddy's Dead: The Final Nightmare), regia di Rachel Talalay (1991) - cameo
- Benny & Joon, regia di Jeremiah S. Chechik (1993)
- Buon compleanno Mr. Grape (What's Eating Gilbert Grape), regia di Lasse Hallström (1993)
- Il valzer del pesce freccia (Arizona Dream), regia di Emir Kusturica (1993)
- Ed Wood, regia di Tim Burton (1994)
- Don Juan De Marco - Maestro d'amore (Don Juan De Marco), regia di Jeremy Leven (1994)
- Minuti contati (Nick of Time), regia di John Badham (1995)
- Cannes Man, regia di Richard Martini (1996)
- Dead Man, regia di Jim Jarmusch (1996)
- Donnie Brasco, regia di Mike Newell (1997)
- Il coraggioso (The Brave), regia di Johnny Depp (1997)
- Paura e delirio a Las Vegas (Fear and Loathing in Las Vegas), regia di Terry Gilliam (1998)
- Los Angeles senza meta (L.A. Without a Map), regia di Mika Kaurismäki (1998) - cameo
- La nona porta (The Ninth Gate), regia di Roman Polański (1999)
- Il mistero di Sleepy Hollow (Sleepy Hollow), regia di Tim Burton (1999)
- The Astronaut's Wife - La moglie dell'astronauta (The Astronaut's Wife), regia di Rand Ravich (1999)
- The Man Who Cried - L'uomo che pianse (The Man Who Cried), regia di Sally Potter (2000)
- Prima che sia notte (Before Night Falls), regia di Julian Schnabel (2000)
- Chocolat, regia di Lasse Hallström (2000)
- Blow, regia di Ted Demme (2001)
- La vera storia di Jack lo squartatore - From Hell (From Hell), regia di Allen e Albert Hughes (2001)
- La maledizione della prima luna (Pirates of the Caribbean: The Curse of the Black Pearl), regia di Gore Verbinski (2003)
- C'era una volta in Messico (Once Upon a Time in Mexico), regia di Robert Rodriguez (2003)
- Secret Window, regia di David Koepp (2004)
- Ils se marièrent et eurent beaucoup d'enfants, regia di Yvan Attal (2004)
- Neverland - Un sogno per la vita (Finding Neverland), regia di Marc Forster (2004)
- La fabbrica di cioccolato (Charlie and the Chocolate Factory), regia di Tim Burton (2005)
- The Libertine, regia di Laurence Dunmore (2005)
- Pirati dei Caraibi - La maledizione del forziere fantasma (Pirates of the Caribbean: Dead Man's Chest), regia di Gore Verbinski (2006)
- Pirati dei Caraibi - Ai confini del mondo (Pirates of the Caribbean: At World's End), regia di Gore Verbinski (2007)
- Sweeney Todd - Il diabolico barbiere di Fleet Street (Sweeney Todd: The Demon Barber of Fleet Street), regia di Tim Burton (2007)
- Parnassus - L'uomo che voleva ingannare il diavolo (The Imaginarium of Doctor Parnassus), regia di Terry Gilliam (2009)
- Nemico pubblico - Public Enemies (Public Enemies), regia di Michael Mann (2009)
- Alice in Wonderland, regia di Tim Burton (2010)
- The Tourist, regia di Florian Henckel von Donnersmarck (2010)
- Pirati dei Caraibi - Oltre i confini del mare (Pirates of the Caribbean: On Stranger Tides), regia di Rob Marshall (2011)
- The Rum Diary - Cronache di una passione (The Rum Diary), regia di Bruce Robinson (2011)
- Jack e Jill, regia di Dennis Dugan (2011)
- 21 Jump Street, regia di Phil Lord e Chris Miller (2012) – cameo
- Dark Shadows, regia di Tim Burton (2012)
- The Lone Ranger, regia di Gore Verbinski (2013)
- Lucky Them, regia di Megan Griffiths (2013) – cameo
- Transcendence, regia di Wally Pfister (2014)
- Tusk, regia di Kevin Smith (2014)
- Into the Woods, regia di Rob Marshall (2014)
- Mortdecai, regia di David Koepp (2015)
- Black Mass - L'ultimo gangster (Black Mass), regia di Scott Cooper (2015)
- Alice attraverso lo specchio (Alice Through the Looking Glass), regia di James Bobin (2016)
- Yoga Hosers - Guerriere per sbaglio (Yoga Hosers), regia di Kevin Smith (2016)
- Animali fantastici e dove trovarli (Fantastic Beasts and Where to Find Them), regia di David Yates (2016) – cameo
- Pirati dei Caraibi - La vendetta di Salazar (Pirates of the Caribbean: Dead Men Tell No Tales), regia di Joachim Rønning ed Espen Sandberg (2017)
- The Black Ghiandola, regia di Anthony Conti - cortometraggio (2017)
- Assassinio sull'Orient Express (Murder on the Orient Express), regia di Kenneth Branagh (2017)
- Animali fantastici - I crimini di Grindelwald (Fantastic Beasts: The Crimes of Grindelwald), regia di David Yates (2018)
- Arrivederci professore (The Professor), regia di Wayne Roberts (2018)
- City of Lies - L'ora della verità (City of Lies), regia di Brad Furman (2018)
- Waiting for the Barbarians, regia di Ciro Guerra (2019)
- Il caso Minamata (Minamata), regia di Andrew Levitas (2020)
- Jeanne du Barry - La favorita del re (Jeanne du Barry), regia di Maïwenn (2023)

#### Televisione
- Lady Blue – serie TV, episodio 1x04 (1985)
- Slow Burn, regia di Matthew Chapman – film TV (1986)
- Hotel – serie TV, 1 episodio (1987)
- I quattro della scuola di polizia (21 Jump Street) – serie TV, 103 episodi (1987-1990)
- The Vicar of Dibley – serie TV, 1 episodio (1999)
- The Fast Show – serie TV, 1 episodio (2000)
- This American Life – serie TV, episodio 2x01 (2008)
- Life's Too Short – serie TV, 1 episodio (2010)
- Funny or Die presenta: L'arte di fare affari di Donald Trump - Il film (Donald Trump's The Art of the Deal: The Movie), regia di Jeremy Konner – film TV (2016)
- Savage X Fenty Show Vol. 4 – speciale TV (2022)

#### Documentari
- Where It's At: The Rolling Stone State Of The Union, regia di Joe Berlinger e Bruce Sinofsky – film TV (1998)
- The Beats - L'urlo ribelle, regia di Chuck Workman (1999)
- Lowell Blues: The Words Of Jack Kerouac, regia di Henry Ferrini (2000)
- Lost in La Mancha, regia di Keith Fulton e Louis Pepe (2002)
- All the Love You Cannes!, regia di Gabriel Friedman, Lloyd Kaufman, Sean McGrath (2002)
- Breakfast with Hunter, regia di Wayne Ewing (2003)
- Charlie: The Life and Art of Charles Chaplin, regia di Richard Schickel (2003)
- The Wonderful World of Roald Dahl regia di Katie Kinnaird, Barry Ryan (2005)
- Buy the Ticket, Take the Ride: Hunter S. Thompson on Film, regia di Tom Thurman (2006)
- Deep Sea: Il mondo sommerso (Deep Sea 3D), regia di Howard Hall (2006)
- When the Road Bends… Tales of a Gypsy Caravan, regia di Jasmine Dellal (2006)
- Il futuro non è scritto - Joe Strummer (Joe Strummer: The Future Is Unwritten), regia di Julien Temple (2007)
- Runnin' Down A Dream, regia di Peter Bogdanovich (2007)
- Gonzo: The Life and Work of Dr. Hunter S. Thompson, regia di Alex Gibney (2008)
- Marc Forster – Der Weg zu 007, regia di Fritz Muri (2008)
- Rock and a Hard Place: Another Night at the Agora, regia di Aaron T. Wells (2008)
- Taste of Hollywood, regia di Richard Ryan (2009)
- In Search of Ted Demme (2010)
- When You're Strange, regia di Tom DiCillo (2010) – voce narrante
- Pearl Jam Twenty, regia di Cameron Crowe (2011)
- Per nessuna buona ragione, regia di Charlie Paul (2012)
- Close Up, regia di Tiziano Sossi (2012)
- Radioman, regia di Mary Kerr (2012)
- Sunset Strip, regia di Hans Fjellestad (2012)
- Don't Say No Until I Finish Talking: The Story of Richard D. Zanuck, regia di Laurent Bouzereau (2013)
- Don Rickles: One Night Only an all Star Tribute to Don Rickles regia di Joe DeMaio e Jeff Roe (2014)

#### Video musicali
- Into the Great Wide Open – Tom Petty
- It's A Shame About Ray – The Lemonheads
- Creep - Radiohead
- That Woman's Got Me Drinking – Shane MacGowan
- Alice - Avril Lavigne
- My Valentine – Paul McCartney
- Queenie Eye – Paul McCartney
- Say10 – Marilyn Manson
- Kill4Me – Marilyn Manson

### Doppiatore
- King of the Hill – serie animata, episodio 8x20 (2004)
- La sposa cadavere (Corpse Bride), regia di Tim Burton e Mike Johnson (2005)
- Pirati dei Caraibi: La leggenda di Jack Sparrow (Pirates of the Caribbean: The Legend of Jack Sparrow) – videogioco (2006)
- SpongeBob (SpongeBob SquarePants) – serie animata, episodio 6x11 (2009)
- Rango, regia di Gore Verbinski (2011)
- I Griffin (Family Guy) - serie animata, episodio 11x06 (2012)
- Sherlock Gnomes, regia di John Stevenson (2018)
- Puffins – serie animata - 70 episodi (2020)
- Puffins Impossible – serie animata - 21 episodi (2021-2022)
- Johnny Puff: Secret Mission, regia di Néstor F. Dennis (2023)

### Regista
- The Every Cake, Neil – cortometraggio (1988)
- Stuff – cortometraggio (1993)
- Banter – cortometraggio (1994)
- Il coraggioso (The Brave) (1997)
- Modì - Tre giorni sulle ali della follia (Modì, Three Days on the Wing of Madness) (2024)

### Sceneggiatore
- The Every Cake, Neil, regia di Johnny Depp – cortometraggio (1988)
- Stuff, regia di Johnny Depp – cortometraggio (1993)
- Il coraggioso (The Brave), regia di Johnny Depp (1997)

### Produttore
- Hugo Cabret (Hugo), regia di Martin Scorsese (2011)
- The Rum Diary - Cronache di una passione (The Rum Diary), regia di Bruce Robinson (2011)
- Dark Shadows, regia di Tim Burton (2012)
- The Lone Ranger, regia di Gore Verbinski (2013) - produttore esecutivo
- LaDonna Harris: Indian 101, regia di Julianna Brannum (2014)
- Mortdecai, regia di David Koepp (2015)
- Doug Stanhope: No Place Like Home regia di Brian Hennigan (2016)
- City of Lies - L'ora della verità (City of Lies), regia di Brad Furman (2018)
- Crock of Gold (Crock of Gold: A Few Rounds with Shane MacGowan), regia di Julien Temple (2020)
- Il caso Minamata (Minamata), regia di Andrew Levitas (2020)
- Jeanne du Barry - La favorita del re (Jeanne du Barry), regia di Maïwenn (2023)